# Erythrina atitlanensis
Erythrina atitlanensis är en ärtväxtart som beskrevs av Krukoff och Rupert Charles Barneby. Erythrina atitlanensis ingår i släktet Erythrina och familjen ärtväxter. Inga underarter finns listade i Catalogue of Life.